# لو، بلژیوم
لو (به لاتین: Lo) یک منطقهٔ مسکونی در بلژیک است که در لرننژ واقع شده‌است. لو ۱۵٫۶۹ کیلومتر مربع مساحت و ۱٬۱۷۳ نفر جمعیت دارد.